# Meibergdreefbrug-Noord
De Meibergdreefbrug-Noord (brug 873) is een civiel kunstwerk in Amsterdam-Zuidoost.
Het is een van drie viaducten gelegen op de twee gelijkvloerse kruisingen van de Meibergdreef (oostwest) en Muntbergweg (noordzuid). Er liggen hier twee kruisingen boven elkaar. Op het maaiveldniveau ligt de kruising voor langzaam verkeer (Meibergdreef heet daar Meibergpad). Een niveau hoger ligt de kruising voor snel verkeer. Verkeerstechnisch heeft de gemeente Amsterdam het opgelost door het plaatsen van een drietal viaducten. Er is geen directe onderdoorgang van het oostelijk deel van de Meibergdreef, dat is/was niet noodzakelijk omdat het fietspad van de Muntbergweg aan de westelijke kant van die weg ligt.
Het viaduct ten zuiden van de kruising kreeg de naam Meibergdreefbrug-Noord (brug 873). De drie viaducten zijn ontworpen door Dirk Sterenberg van de Dienst der Publieke Werken. De drie viaducten lijken daarbij uiteraard op elkaar. Er zijn betonnen liggers toegepast; het opvallendst aan de viaducten zijn de kanteelachtige balustrades. Die lijken op de vormen die Sterenberg ook toepaste in de bruggen 867, 868 en 869. De kantelen zijn daar van beton; hier in Zuidoost van metaal. Ze zijn ingeklemd tussen grofbetonnen borstweringen. De werkzaamheden begonnen in de week van 4 november 1980 met het klaarmaken van het terrein voor de betonnen paalfundering.
De bruggen gingen vanaf 1981 naamloos door het leven, totdat de gemeente de bruggen op 30 augustus 2018 veel bruggen in Amsterdam Zuidoost een naam gaf, vaak verwijzen naar de wegen waarin zij liggen. In dit geval de Meibergdreef, op zich weer vernoemd naar Meiberg, een heuvel nabij Berg en Dal en Groesbeek.
<<< · 801 · 802 · 803 · 804 · 805 · 808 · 811 · 812 · 813 · 814 · 815 · 816 · 817 · 818 · 819 · 820 · 821 · 822 · 823 · 824 · 825 · 826 · 827 · 828 · 829 · 830 · 831 · 832 · 833 · 834 · 835 · 836 · 837 · 838 · 839 · 840 · 841 · 842 · 844 · 845 · 846 · 848 · 849 · 850 ·  854 · 856 · 857 · 858 · 859 · 860 · 863 · 864 · 865 · 866 · 867 · 868 · 869 · 870 · 871 · 872 · 873 · 875 · 876 · 877 · 889 · 890 · 891 · 892 · 893 · 895 · 896 · 897 · 898 · 899 · >>>
Brugnummers 800, 806, 807, 809, 810, 843 (gesloopt, Uilenstede, Amstelveen), 847 (Uilenstede, Amstelveen) , 851 (gesloopt, Dirk Sterenberg), 852 (gesloopt, Dirk Sterenberg), 853 (gesloopt, Dirk Sterenberg), 855, 861, 862, 874, 878, 879, 880, 881, 882, 883, 884, 885, 886, 887, 888, 894 zijn niet (meer) vergeven.